# 鵜山仁
鵜山 仁（うやま ひとし、1953年3月17日 - ）は、演出家。奈良県大和高田市生まれ。文学座演出部所属。日本演出者協会理事。舞台芸術学院学長。

## 経歴
奈良女子大学文学部附属高等学校、慶應義塾大学文学部フランス文学科卒業。舞台芸術学院を経て文学座附属演劇研究所に17期生として入所。1982年、文学座座員に昇格。初演出作品は1980年の『オペラ・死神』、ストレートプレイでは1982年の文学座アトリエ公演『プラハ1975』。
以降、劇団の内外で精力的に活動を続け、特にシェイクスピアと井上ひさしの作品を数多く手がけている。1983年から1年間、文化庁在外研修員としてパリに滞在。オペラの演出も数多く手掛けており、昭和音楽大学オペラ情報センターの記録だけでも40回に及ぶ。2007年9月から2010年8月まで、新国立劇場の演劇部門の第4代芸術監督を務めた。

## 受賞歴
- 1989年 第39回芸術選奨新人賞 『雪やこんこん』、『秋日和』、『作者を探す六人の登場人物』
- 1991年 第25回紀伊國屋演劇賞(団体賞) 『グリークス』
- 1995年 第2回読売演劇大賞 優秀演出家賞 『父と暮せば』、『ローゼンクランツとギルデンスターンは死んだ』
- 1999年 第6回読売演劇大賞 優秀演出家賞 『陽ざかりの女たち』、『疵だらけのお秋』
- 1999年 日本児童演劇協会賞 『ザ・ヒーローズ』
- 2000年 第2回毎日芸術賞 千田是也賞 『おばかさんの夕食会』、『夢の島イニシュマーン』
- 2002年 第36回紀伊國屋演劇賞・第9回読売演劇大賞 優秀演出家賞 『コペンハーゲン』、『ペギーからお電話!?』
- 2004年 第11回読売演劇大賞／大賞・最優秀演出家賞 『兄おとうと』、『Just Business－商談－』、『ニュルンベルク裁判』
- 2004年 第38回紀伊國屋演劇賞(団体賞) 『ニュルンベルク裁判』
- 2007年 第14回読売演劇大賞 優秀演出家賞 『紙屋町さくらホテル』、『ゆれる車の音 九州テキ屋旅日記』
- 2009年 第16回読売演劇大賞 優秀演出家賞 『オットーと呼ばれる日本人』、『天切り松 人情闇がたり』、『舞台は夢 イリュージョン・コミック』
- 2010年 第17回読売演劇大賞 最優秀演出家賞 『ヘンリー六世』
- 2010年 第60回芸術選奨 文部科学大臣賞 『ヘンリー六世』
- 2016年 第23回読売演劇大賞 最優秀演出家賞 『廃墟』、『マンザナ、わが町』
- 2020年 紫綬褒章[3][4][5]
- 2020年 第62回毎日芸術賞